# NGC 3715
NGC 3715 في الفهرس العام الجديد، هي مجرة، تقع في كوكبة الباطية. اكتشفت في 27 مارس 1786 بواسطة ويليام هيرشل.

## روابط خارجية
- NGC 3715 على موقع ويكي سكاي: DSS2, SDSS, GALEX, IRAS, Hydrogen α, X-Ray, Astrophoto, Sky Map, Articles and images